# Yonezawa
Yonezawa (japanisch 米沢市, -shi) ist eine Stadt in der Präfektur Yamagata in Japan.
Die Stadt ist berühmt für ihr Rindfleisch Yonezawa-Gyū.

## Geographie
Yonezawa liegt südlich von Yamagata und nordwestlich von Fukushima.

## Geschichte und Wirtschaft
Yonezawa war in der Edo-Zeit eine blühende Burgstadt, in der zuletzt ein Zweig der Uesugi mit einem Einkommen von 300.000 Koku zu den großen Tozama-Daimyō gehörten. Am 1. April 1889 wurde Yonezawa zur Stadt erhoben. Heute ist Yonezawa die wichtigste Stadt in der Yonezawa-Niederung. Der Ort war lange bekannt für seine Stoffe aus Seide, Yonezawa-ori (米沢織) oder -tsumugi (米沢紬) genannt.  Jetzt sind synthetische Stoffe und Wollstoffe wichtige Produkte. Auch die Elektroindustrie ist vertreten. Landwirtschaftliche Produkte sind Reis und Äpfel. Es gibt auch zahlreiche heiße Quellen.
Yonezawa ist die Basis für den Aufstieg zum Vulkan Azuma.

## Angrenzende Städte und Gemeinden

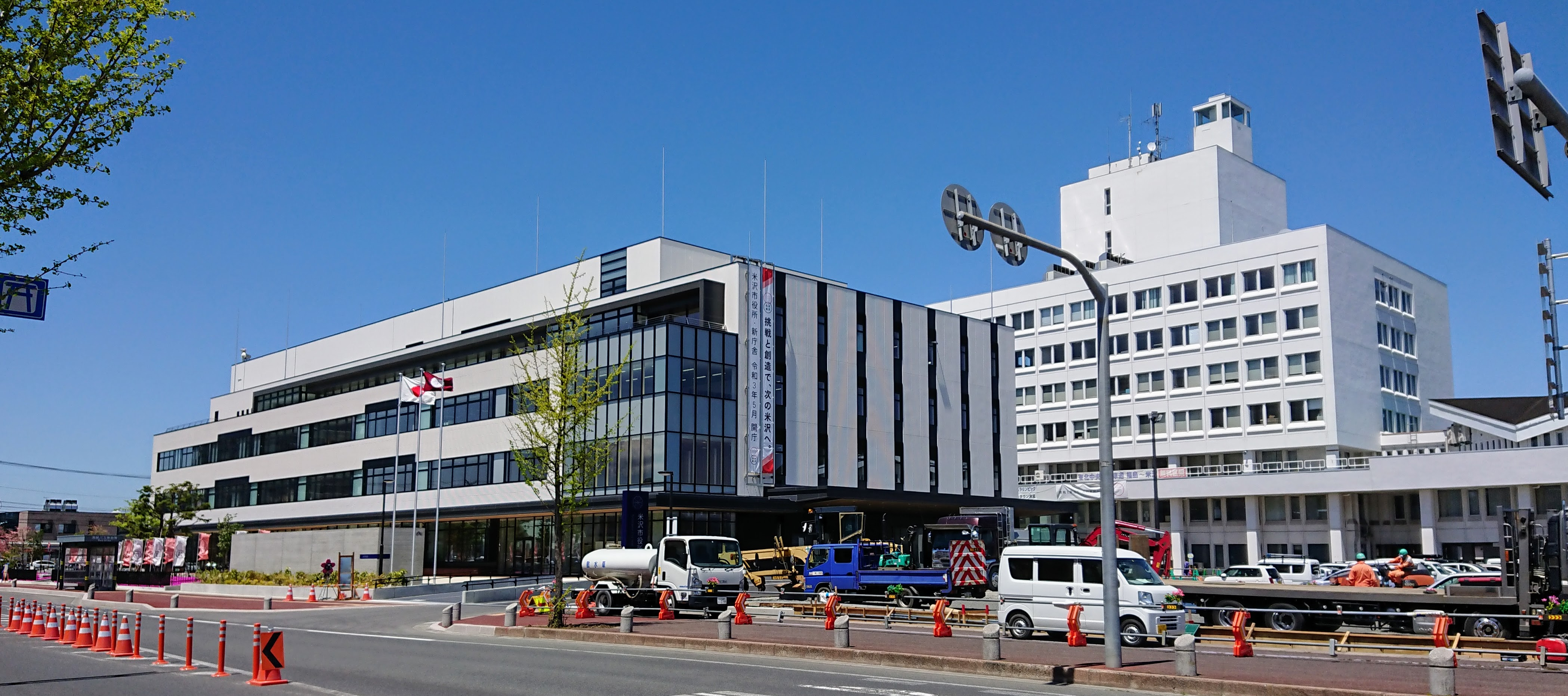
Rathaus

| in der Präfektur Yamagata - Iide - Takahata - Kawanishi | in der Präfektur Fukushima - Fukushima - Kitakata - Inawashiro - Kitashiobara |

## Sehenswürdigkeiten
- Burg Yonezawa
- Yōzan-Shintō-Schrein

## Verkehr
| Straßenverkehr - Nationalstraße 13 - Nationalstraße 121,287 | Schienenverkehr - JR Yamagata-Shinkansen - JR Ōu-Hauptlinie - JR Yonesaka-Linie |

## Städtepartnerschaft
- Moses Lake, Bundesstaat Washington, USA, seit 1981
- Taubaté, Bundesstaat São Paulo, Brasilien, seit 1974

## Söhne und Töchter der Stadt
- Date Masamune (1567–1636), Daimyo und Schwertkämpfer
- Itō Chūta (1867–1954), Architekt
- Igarashi Chikara (1874–1947), Literaturprofessor
- Nakajima Tetsuzō (1886–1949), Offizier
- Nagumo Chūichi (1887–1944), Vizeadmiral im Zweiten Weltkrieg
- Tsubaki Sadao (1896–1957), Maler
- Fukuōji Hōrin (1920–2012), Maler und Ehrenbürger
- Eikoh Hosoe (1933–2024), Fotograf und Filmemacher
- Shirō Satō (* 1953), Skilangläufer
- Hiroomi Takizawa (* 1973), Freestyle-Skisportler
- Yukio Sakano (* 1976), Skispringer
- Yūhei Sasaki (* 1988), Skispringer
- Shōma Satō (* 1999), Fußballspieler